# Enrique Moreno Plaza
Enrique Moreno Plaza (La Unión, 9 de noviembre de 1906 - mar Cantábrico, 5 de marzo de 1937) fue un marino español, conocido por su papel durante la Guerra civil. Capitán de la Marina mercante, durante la contienda llegó a ser capitán de un «bou» artillado y tuvo una destacada actuación en la batalla del cabo Machichaco.

## Biografía
Nacido el 9 de noviembre de 1906 en la localidad murciana de La Unión, realizó estudios básicos en Cartagena y posteriormente en la Escuela Especial Náutica de Cartagena. Realizó las prácticas de piloto de la Marina mercante en el vapor Durango de la Compañía Naviera Euzkera, con base en Bilbao, consiguiendo el título de piloto en 1929. Durante los siguientes años estuvo embarcado en los bacaladeros Euskal-Erria e Hispania. Obtendría el título de capitán de la Marina mercante en 1933.
El estallido de la Guerra Civil le sorprendió estando de permiso, aunque regresó al servicio y embarcó en el bacaladero Vendaval en calidad de primer oficial. En septiembre participó en la evacuación de Pasajes antes de que fuera ocupado por los franquistas. El 9 de diciembre de 1936 fue nombrado comandante del «bou» Nabarra —el antiguo Vendaval, que había sido artillado— con el rango de teniente de navío. Durante los siguientes meses Enrique Moreno realizó un buen número servicios de vigilancia y escolta: a finales de diciembre de 1936 tomó parte en la captura de los mercantes alemanes Pluto y Palos. Unas semanas después, el 8 de enero de 1937 sorprendió en los accesos de Bilbao al destructor Velasco y al minador Genoveva Fierro,  a los que logró poner en fuga a pesar de su inferioridad. 
El 4 de marzo de 1937 el Nabarra participó en la escolta del mercante Galdames junto a otros bous y el destructor José Luis Díez, con destino a Bilbao. A la mañana siguiente el convoy fue interceptado por el crucero pesado franquista Canarias, dando lugar a la conocida como batalla del cabo Machichaco. El bou Nabarra, al mando de Enrique Moreno, a pesar de su inferioridad plantó cara al Canarias y empezó un combate que duraría más de hora y media; un disparo del Canarias alcanzó las calderas del Nabarra, dejándolo gravemente averiado y con numerosas bajas entre los tripulantes. Enrique Moreno dio orden a la tripulación de evacuar el buque, a pesar de lo cual tanto Moreno como el primer oficial —Ambrosio Sarasola— decidieron quedarse a bordo y prefirieron hundirse con el Nabarra antes que ser hechos prisioneros.
El escritor cartagenero Arturo Pérez-Reverte dedicó en su memoria una de sus columnas semanales titulada "Un gudari de Cartagena".